# Tidig kristendom

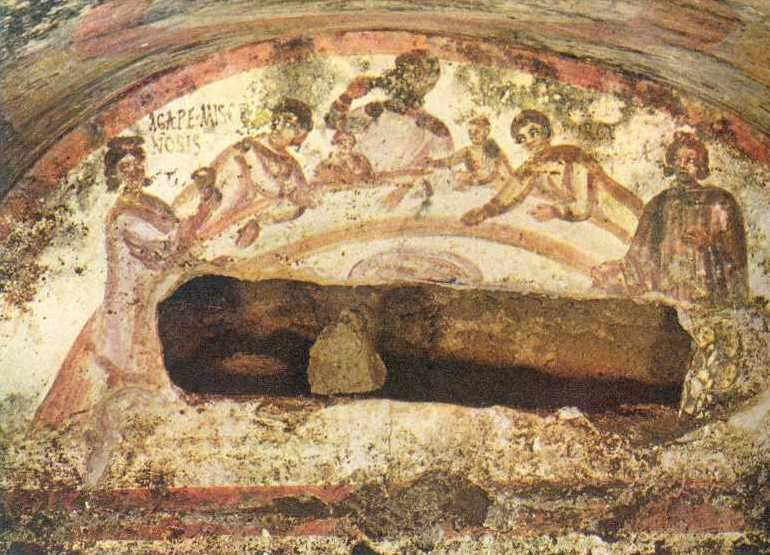
Freskmålning som föreställer en måltid.

Tidig kristendom, även tidiga kyrkan eller fornkyrkan, avser kristendomens äldsta tid, från apostlarnas och Nya testamentets tid fram till cirka år 325 med Första konciliet i Nicaea, där en enhetlig bekännelse antogs. Detta skedde vid samma tid som kristendomen under kristne kejsar Konstantin den store blev officiellt tillåten religion, och förföljelserna mot kristna i allmänhet upphörde tillfälligt. Den första tiden i fornkyrkan finns återgiven i Apostlagärningarna och i viss mån i Nya testamentets brev.

## Historia
Den tidigaste kristendom, ibland kallad urkyrkan, avser kristendomens allra första tid, fram till runt år 50, och främst då det kyrkoliv som beskrivs i Apostlagärningarna. Från Jerusalem spreds tron på Jesus Kristus som Messias över hela Romarriket. De första Jesustroende var judar men ganska snart spred sig den nya läran även till icke-judar och det var i det grekisktalande Antiokia som lärjungarna för första gången fick heta kristna (Apg. 11:26) efter Kristus (den grekiska benämningen på Messias). I det Romerska riket utsattes kristna för förföljelser, innan Romerska riket slutligen kristnades under 300-talet.
"Historiska kyrkor" är en ibland förekommande gemensam benämning för de kristna kyrkor som hävdar en obruten historisk tradition tillbaka till Jesus och apostlarna. Dessa kyrkor har alltså inte uppkommit genom någon reformation. Till dessa kyrkor hör till exempel den Romersk-katolska kyrkan, Östortodoxa kyrkan, Koptisk-ortodoxa kyrkan, Syrisk-ortodoxa kyrkan, Etiopisk-ortodoxa kyrkan och Eritreansk-ortodoxa kyrkan.

### Historiska dokument
Sedan 1800-talet har historikerna lärt sig alltmer om de tidiga kristna samfunden, då varken liturgi, nya testamentets texter eller dogmatik var helt fastlagda eller enhetliga i Romarriket. Tidiga texter av stor betydelse är bland annat Didache (De tolv apostlarnas lära, från 100-talet) och andra av de apostoliska fädernas och kyrkofädernas skrifter. Speciellt tidiga är Polykarpos skrifter och Första Clemensbrevet. 'Hermas Herden från ca 140 ger upplysning om kyrkans organisation. Speciellt den syrisk-ortodoxa kyrkan gör gällande att de har troget bevarat traditionerna från de apostoliska fäderna.
"Nya testamentets apokryfer" (en) (jämför apokryferna) har omdiskuterat innehåll men återspeglar en del av fornkyrkans liv. Tomasevangeliet (i två skrifter som är daterade mellan 200 och 340), en omdiskuterad samling "citat av Jesus" som inte längre räknas som en gnostisk skrift, trots att det hittades i ett gnostiskt sammanhang, Nag Hammadi-biblioteket.
Redan under apostlarnas tid förekom det schismer inom kyrkan, olika förkunnare som spred läror som stred mot den som var tradition bland biskoparna. Även lekmän förkunnade i fornkyrkan, vilket var uppmuntrat i Nya testamentet. Detta missbrukades dock av somliga och skapade förvirring och splittring, eller bara egna vildvuxna grupperingar som i montanismen. Novatianerna var en annan grupp med strikta krav på präster, likt katarerna. För att mildra kaoset organiserades kyrkan en struktur med auktoriserade ämbeten för dem som fick utföra speciella sysslor. För att råda bot på oenighet mellan biskopar och präster i viktiga kristologiska och soteriologiska frågor, som speciellt diskuterats omkring gnosticismen, doketismen, arianismen och modalismen, samlades ledarna 325 till första konciliet i Nicaea, varvid sådana läror diskuterades och förkastades, och den nicenska trosbekännelsen utformades. Endast de som höll sig till denna ortodoxi skulle därefter få ha ämbeten i kyrkan.

## Församlingsliv
Enligt Nya testamentet skedde gudstjänst vanligen i hemmen, med nattvard och gemensam agapemåltid. Bön kunde förrättas gemensamt i templet i Jerusalem och undervisning i större hyrd lokal. Församlingen i Jerusalem anges ha levt i egendomsgemenskap så att alla försörjdes av de gemensamma tillgångarna. På andra orter skedde istället insamlingar för att understödja församlingar på andra orter med behov (2 Kor 8). Vid samlingarna lästes skrifter från Gamla testamentet, brev från apostlar, och man berättade "Jesusord" innan de blev nedtecknade. Delar av den judiska traditionen övertogs, och man sjöng olika typer av sånger gemensamt. Bönen kunde ledas av olika personer och andra kunde bekräfta med "amen", och "andliga nådegåvor" kunde användas ganska fritt i samlingarna, med tungomålstal och profetia. 
De ämbeten som människor utvaldes till var "äldste" (presbyteros), diakoner/diakonissor (diakonos) och föreståndare/översyningsman (episkopos, "biskop"). En oklar vald funktion var "församlingsänka" (1 Tim 5:9). Tidigt hade man speciella personer (diakoner) som sysslade med socialt understöd så att de som skulle vara själasörjare inte skulle överbelastas (Apg 6). 
Ämbeten som berodde på andliga gåvor, men som kunde bekräftas av kyrkan med handpåläggning, var apostel, profet, evangelist, herde och Bibellärare. Enligt Nya testamentet fanns ingen prästtitel, utan alla troende hade prästfunktion, och alla troende, inklusive kvinnor kunde dela med sig av "gudomlig uppenbarelse" till församlingen (1 Kor 11:5). Andra kvinnor med speciell funktion var diakonissan Foibe, Priscilla som var "Paulus medarbetare" och personligen undervisade Apollos, Junia som "högt ansedd som apostel" (Rom 16:7).  Den judiskt troende handelskvinnan Lydia bjöd in apostlarna till sitt hus och en husförsamling bildades hos henne, troligen under hennes ledning.
Samtidigt förekommer anvisning från Paulus att en kvinna inte ska "träda upp som lärare" i församlingen, vilket lett till oenighet om kvinnors ämbete i kyrkohistorien.